# Estornell cendrós
L'estornell cendrós (Lamprotornis unicolor) és una espècie d'ocell de la família dels estúrnids (Sturnidae). Es troba a Tanzània. El seu hàbitat són les sabanes i herbassars secs subtropicals i tropicals. El seu estat de conservació es considera de risc mínim.